# Bataille de Mainok
Insurrection de Boko Haram
La bataille de Mainok se déroule le 25 octobre 2013 pendant l'insurrection de Boko Haram.

## Déroulement
Le 25 octobre 2013, l'armée nigériane attaque deux camps de Boko Haram dans la forêt, près de Benisheik et Mainok. L'opération combine combats au sol et des attaques aériennes, les deux camps jihadistes sont détruits. Selon Mohammed Dole, porte-parole de l'armée dans cette zone, 74 islamistes ont été tués contre deux blessés du côté des militaires,,.